# Theodoros Pangalos (generaal)
Theodoros Michail Pangalos (Grieks: Θεόδωρος Πάγκαλος) (Eleusis, 11 januari 1878 - Athene, 26 februari 1952) was een Grieks politicus en militair. Hij was zowel president als premier van Griekenland.
Pangalos streed in de Eerste Wereldoorlog en gedurende de Grieks-Turkse Oorlog (1922-1923). Hij bereikte de rang van generaal. Na de abdicatie van koning Constantijn I in 1922, werd Pangalos minister van Defensie. Vervolgens was Pangalos lid van het militaire tribunaal die de personen die verantwoordelijk werden gehouden voor de Griekse nederlaag tijdens de oorlog met Turkije berechtte. In 1924 werd hij minister van Defensie, een jaar later werd Griekenland een republiek.
Op 26 juni 1925 pleegde Pangalos een militaire staatsgreep en werd premier. Hij maakte van Griekenland een militaire dictatuur. In 1926 hield hij presidentsverkiezingen, met zichzelf als enige kandidaat en werd tot president gekozen (april 1926). In juli 1926 benoemde hij Athanasios Eftaxias tot premier. In augustus van dat jaar werd hij bij een staatsgreep van generaal Georgios Kondylis afgezet. Nadat hij enige tijd gevangen had gezeten op Kreta, werd hij in juli 1928] vrijgelaten.
Pangalos overleed in 1952.
- Bibliothèque nationale de France: cb16024777w (data)
- Gemeinsame Normdatei: 130383007
- International Standard Name Identifier: 0000 0001 2208 7547
- Library of Congress Control Number: n2004149486
- Nationale bibliotheek van Australië: 35498900
- Nederlandse Thesaurus van Auteursnamen: 159670896
- Système universitaire de documentation: 149719175
- Trove: 975199
- Virtual International Authority File: 10950906
- WorldCat: E39PBJvmGm9Rmmm73FCTG9qhHC